# SeAZ

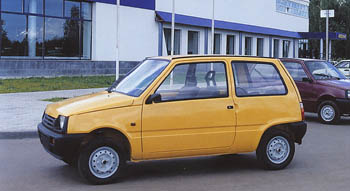
Oka, in productie tussen 1990 en 2008

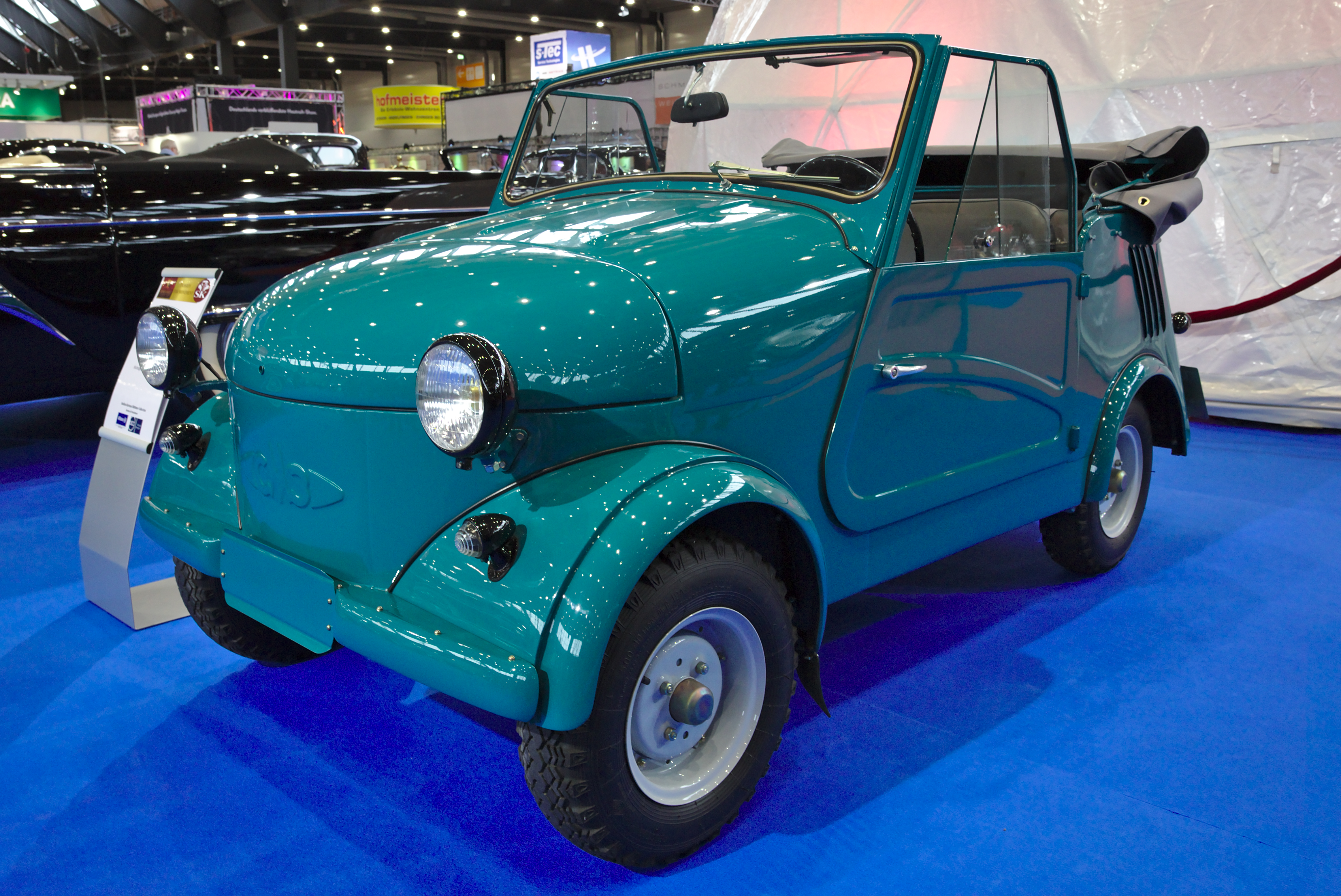
Gehandicaptenauto SMZ S-3A, in productie tussen 1958 en 1970

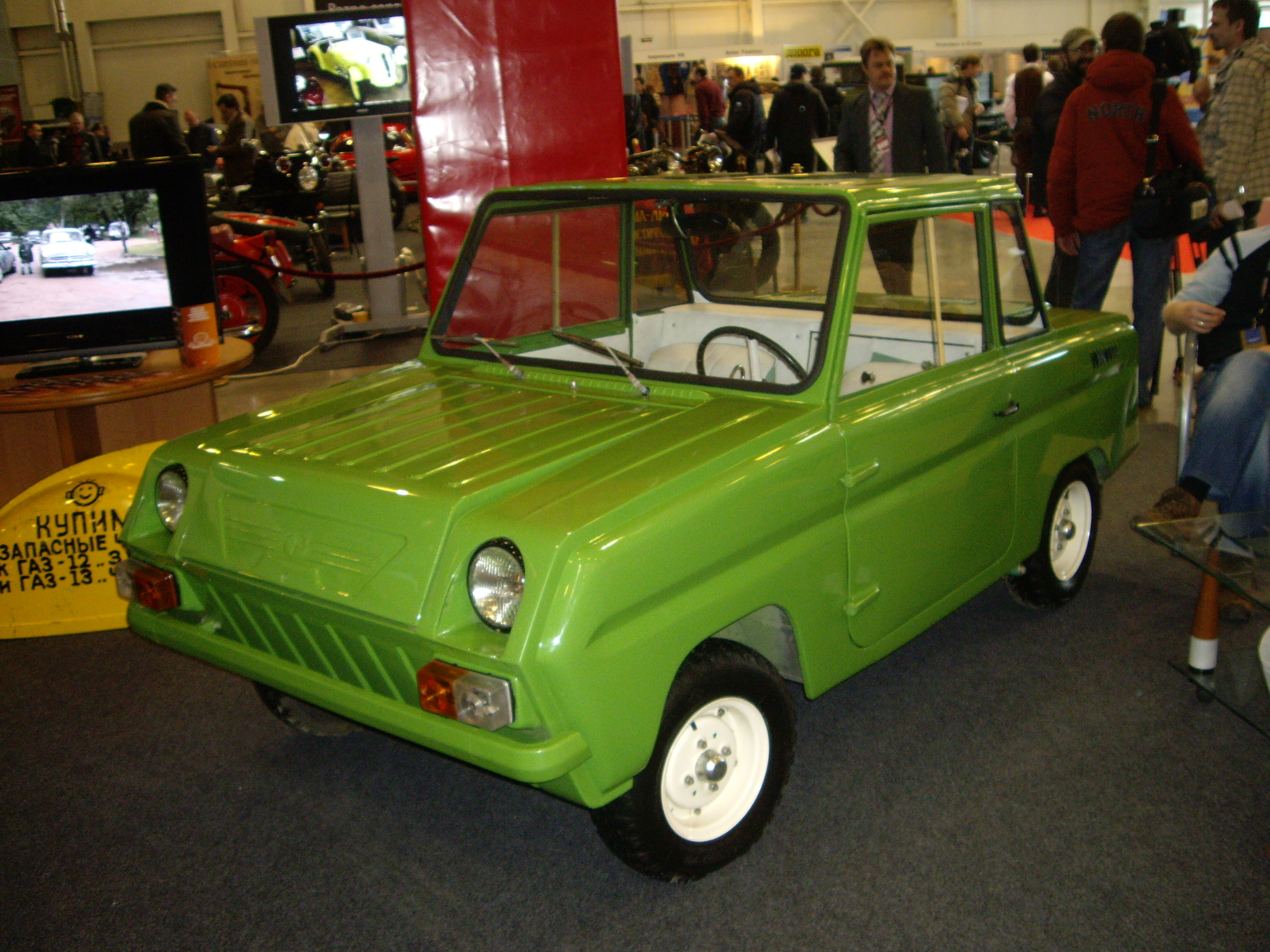
Gehandicaptenauto SMZ S-3D, in productie tussen 1970 en 1990

Autofabriek van Serpoechov (Russisch: Серпуховский автомобильный завод, Serpoechovski avtomobilnyj zavod Russische afkorting СеАЗ, SeAZ) is een Russische autofabriek. Tot 2009 produceerde SeAZ personenauto's van het type Oka. Sedertdien is de productie van de nieuwe wagens stilgelegd, en worden er enkel reserveonderdelen geproduceerd.

## Geschiedenis
De fabriek werd gesticht in 1939 als Motorfietsenfabriek van Serpoechov (Russisch: Серпуховский Мотоцикл завод; Serpoechovski Mototsykletnhyj Zavod, SMZ). Aanvankelijk werden er, zoals de naam het zelf zegt, motorfietsen geproduceerd. Vanaf 1952 schakelde fabriek op de productie van dwergauto's voor gehandicapten over. Er waren drie modellen, SMZ S-1L (СМЗ С-1Л, driewieler, productie tussen 1952 en 1958), SMZ S-3A (СМЗ С-3А, productie tussen 1958 en 1970) en SMZ S-3D (СМЗ С-3Д, productie tussen 1970 en 1990).
Vanaf 1990 produceerde fabriek Oka's. Het waren geen gehandicaptenvoertuigen meer, maar kleine auto's voor algemeen gebruik. Wel werden er tevens speciale aangepaste subtypes voor gehandicapten geproduceerd.